# Како (река)
Како (яп. 加古川 какогава) — река в Японии на острове Хонсю. Протекает по территории префектуры Хиого.
Длина Како составляет 96 км, на территории её бассейна (1730 км²) проживает около 640 тыс. человек. Согласно японской классификации, Како является рекой первого класса.
Исток реки находится под горой Авага (粟鹿山, высотой 962 м), на границе городов Тамба и Асаго. Како протекает через посёлок Саннан (часть города Тамба), где в него впадает Сасаяма (篠山川), город Нисиваки, где в неё впадают Сугихара (杉原川) и Нома (野間川), город Оно, где в неё впадают Тодзё (東条川) и Мангандзи (万願寺川), и город Мики, где в неё впадает Мино (美嚢川). Ниже Мики река течёт на юг по равнине Бансю (播州平野) и впадает в плёс Харима-Нада Внутреннего Японского моря, разделяя города Какогава и Такасаго.
Около 59 % бассейна реки занимает природная растительность, около 26 % — сельскохозяйственные земли, около 11 % застроено.
Уклон реки в верховьях составляет около 1/40-1/600, в среднем течении и низовьях — 1/1000, около устья — 1/1000-1/2000. Среднегодовая норма осадков в верховьях реки составляет около 1600 мм в год, а в низовьях около 1200 мм в год.
В XX и XXI веках наибольший ущерб нанесли наводнения 1907, 1965, 1976, 1983 и 2004 годов. Во время наводнения 1965 года было затоплено 3381 домов. Первое наводнение 2004 года, вызванное тайфуном № 19, привело к затоплению 3171 домов, во время второго, вызванного 23-м тайфуном, затопило 1652 домов.